# Screaming Life/Fopp
Screaming Life/Fopp es el primer álbum recopilatorio de Soundgarden, que reúne los temas de sus primeros dos EP Screaming Life y Fopp. Estos dos EP por separado, no mostraban indicios de la habilidad musical del grupo, pero en retrospectiva, este álbum muestra el poder de Soundgarden, aunque no posee la potencia de álbumes tales como Badmotorfinger o Superunknown, aunque aun así, este álbum es valorado como una pieza histórica del grupo, en 2013 se remasterizó el álbum agregándole una canción más.

## Listado de canciones
Extraídas de Screaming Life 
- Hunted Down - 2:42
- Entering - 4:36
- Tears to Forget - 2:00
- Nothing to Say - 4:00
- Little Joe - 4:31
- Hand of God - 4:27

Extraídas de Fopp 
- Kingdom of Come - 2:35
- Swallow My Pride - 2:18
- Fopp - 3:37
- Fopp (dub) - 6:25

Extraída de Sub Pop 200 (remasterizacion)
- Sub Pop Rock City - 3:15